# William Berger
William Berger, nato Wilhelm Thomas Berger (Innsbruck, 20 gennaio 1928 – Los Angeles, 2 ottobre 1993), è stato un attore austriaco.
Attivo tra la seconda metà degli anni sessanta e la prima metà degli anni novanta soprattutto nel cinema italiano, ha interpretato oltre cento film, appartenenti in massima parte ai generi popolari, quali il thriller, l'avventura e soprattutto il western all'italiana, di cui è stato uno dei volti più noti e riconoscibili, per quanto più spesso in ruoli da antagonista che da protagonista, accanto a Tomas Milian, Franco Nero, Gianni Garko.

## Biografia

Berger nel film L'harem (1967)

William Berger esordisce nel cinema nel 1965 in L'uomo dei cinque palloni di Marco Ferreri, distribuito in una versione drasticamente ridotta dal produttore Carlo Ponti all'interno del film a episodi Oggi, domani, dopodomani e presentato nei cinema italiani in versione integrale solo nel 1979. Tornerà a lavorare con Ferreri due anni dopo, per L'harem, in cui interpreta uno dei pretendenti di Carroll Baker accanto a Gastone Moschin e Renato Salvatori, ma nel frattempo nel 1966 si è già cimentato nel thriller con La lama nel corpo, unico film diretto dal produttore Elio Scardamaglia, e soprattutto nel western con El Cisco di Sergio Bergonzelli, nel quale appare «stralunato, ma adorabile» nel ruolo del titolo.
È quest'ultimo il genere all'interno del quale si svolgerà buona parte della sua successiva carriera, durante la quale parteciperà ad alcuni degli esiti migliori della stagione dello spaghetti western, ma anche a molte trascurabili opere di basso consumo. Nel 1967 interpreta l'agente della Pinkerton Charles Siringo in Faccia a faccia di Sergio Sollima, antagonista della coppia Tomas Milian-Gian Maria Volonté. Del 1968 è il «bizzarro e riuscito» esordio alla regia del produttore Tonino Cervi Oggi a me... domani a te, co-sceneggiato dal regista con Dario Argento. Berger partecipa anche alle serie di Sartana (...se incontri Sartana prega per la tua morte del 1968) e Sabata (Ehi amico... c'è Sabata. Hai chiuso! (1969).
Nel 1970, dopo aver interpretato il thriller 5 bambole per la luna d'agosto di Mario Bava e l'horror Ombre roventi di Mario Caiano, la sua carriera professionale e la sua vita vengono drammaticamente segnate da un arresto per il possesso di sostanze stupefacenti, che coinvolge anche la moglie e collega Carol Lobravico, che muore mentre è detenuta in un manicomio criminale, per la colpevole trascuratezza della giustizia italiana. Nel 1972 interpreta il thriller poliziesco Mio caro assassino di Tonino Valerii e lavora per la prima volta con Jesús Franco in Un capitán de quince años. In seguito parteciperà ad altri sei film (di cui uno non completato) dell'eccentrico regista spagnolo. Nel 1973 si cimenta con la blaxploitation in Super Fly T.N.T, diretto ed interpretato da Ron O'Neal.
Alcune delle sue opere più importanti si concentrano nel solo 1976: la commedia noir Gli amici di Nick Hezard di Fernando Di Leo, il tardo western barocco Keoma di Enzo G. Castellari, forse l'ultimo western all'italiana di culto, e due delle rare escursioni di Berger al di fuori del cinema minore di genere, la commedia Telefoni bianchi di Dino Risi e il dramma resistenziale L'Agnese va a morire (1976) di Giuliano Montaldo. L'anno successivo interpreta il western crepuscolare California (1977) di Michele Lupo. Due anni dopo affianca Ugo Tognazzi nel film I viaggiatori della sera, diretto dallo stesso Tognazzi.
Nel corso degli anni ottanta partecipa a diverse miniserie televisive e a due dei rari tentativi di rilanciare il western all'italiana: la sfortunata trasposizione cinematografica del più celebre fumetto western italiano, Tex e il signore degli abissi (1985) di Duccio Tessari, in cui interpreta Kit Carson accanto al poco convincente Giuliano Gemma nei panni di Tex Willer; Django 2 - Il grande ritorno (1987) di Nello Rossati, seguito ufficiale a distanza di vent'anni di Django. William Berger è morto il 2 ottobre 1993 a Los Angeles, in California, per un cancro alla prostata.

## Filmografia

### Cinema
- Il colonnello Von Ryan (Von Ryan's Express), regia di Mark Robson (1965) (non accreditato)
- Oggi, domani, dopodomani, regia di Eduardo De Filippo, Marco Ferreri e Luciano Salce (1965) (non accreditato)
- La grande notte di Ringo, regia di Mario Maffei (1966)
- La lama nel corpo, regia di Elio Scardamaglia (1966)
- El Cisco, regia di Sergio Bergonzelli (1966)
- L'harem, regia di Marco Ferreri (1967)
- Il giorno in cui i pesci uscirono dal mare (The Day the Fish Came Out), regia di Michael Cacoyannis (1967)
- Faccia a faccia, regia di Sergio Sollima (1967)
- Oggi a me... domani a te, regia di Tonino Cervi (1968)
- L'uomo dei cinque palloni, regia di Marco Ferreri (1968)
- Kol Mamzer Melech, regia di Uri Zohar (1968)
- Il suo nome gridava vendetta, regia di Mario Caiano (1968)
- ...se incontri Sartana prega per la tua morte, regia di Gianfranco Parolini (1968)
- I gangsters dalla faccia pulita (Sommersprossen), regia di Helmut Förnbacher (1968)
- Una lunga fila di croci, regia di Sergio Garrone (1969)
- Köpfchen in das Wasser, Schwänzchen in die Hön, regia di Helmut Förnbacher (1969)
- Ehi amico... c'è Sabata. Hai chiuso!, regia di Gianfranco Parolini (1969)
- Ombre roventi, regia di Mario Caiano (1970)
- La colomba non deve volare, regia di Sergio Garrone (1970)
- 5 bambole per la luna d'agosto, regia di Mario Bava (1970)
- Sartana nella valle degli avvoltoi, regia di Roberto Mauri (1970)
- Gli fumavano le Colt... lo chiamavano Camposanto, regia di Gianfranco Parolini (1971)
- Mio caro assassino, regia di Tonino Valerii (1972)
- Io monaca... per tre carogne e sette peccatrici, regia di Ernst R. von Theumer (1972)
- Luger calibro 9 - Massacro per una rapina, regia di Peter Patzak (1972)
- Una colt in mano al diavolo, regia di Gianfranco Baldanello (1973)
- La vita in gioco, regia di Gianfranco Mingozzi (1973)
- Il giustiziere di Dio, regia di Franco Lattanzi (1973)
- Super Fly T.N.T., regia di Ron O'Neal (1973)
- ...E il terzo giorno arrivò il corvo, regia di Gianni Crea (1973)
- Verflucht, dies America, regia di Volker Vogeler (1973)
- Mi chiamavano Requiescat... ma avevano sbagliato, regia di Mario Bianchi (1973)
- Il figlio di Zorro, regia di Gianfranco Baldanello (1973)
- Los ojos sinistros del doctor Orloff, regia di Jesús Franco (1973)
- ...altrimenti vi ammucchiamo, regia di Ban-Yee Yeo (1973)
- Un capitano di 15 anni (Un capitán de quince años), regia di Jesús Franco (1974)
- Uomini duri, regia di Duccio Tessari (1974)
- Sospiri (La noche de los asesinos), regia di Jesús Franco (1974)
- La meravigliosa visita (La mervelleuse visite), regia di Marcel Carné (1974)
- Terminal, regia di Paolo Breccia (1974)
- Sensoria (Parapyscho - Spektrum der Angest), regia di Peter Patzak (1975)
- Telefoni bianchi, regia di Dino Risi (1976)
- Gli amici di Nick Hezard, regia di Fernando Di Leo (1976)
- Il colpaccio, regia di Bruno Paolinelli (1976)
- L'Agnese va a morire, regia di Giuliano Montaldo (1976)
- Keoma, regia di Enzo G. Castellari (1976)
- Dimensione giganti, regia di Mircea Drăgan (1977)
- Confessioni proibite di una monaca adolescente (Die Liebesbriefe einer portugiesischen Nonne), regia di Jesús Franco (1977)
- California, regia di Michele Lupo (1977)
- Per questa notte, regia di Carlo Di Carlo (1977)
- Mogliamante, regia di Marco Vicario (1977)
- Circuito chiuso, regia di Giuliano Montaldo (1978)
- Porco mondo, regia di Sergio Bergonzelli (1978)
- Comincerà tutto un mattino: io donna tu donna, regia di Angelo Pannacciò (1978)
- Die Totemschmecker, regia di Ernst R. von Theumer (1979)
- Ammazzare il tempo, regia di Mimmo Rafele (1979)
- I viaggiatori della sera, regia di Ugo Tognazzi (1979)
- Holocaust 2 - I ricordi, i deliri, la vendetta, regia di Angelo Pannacciò (1980)
- Il giorno del Cobra, regia di Enzo G. Castellari (1980)
- Ripacsok, regia di Pál Sándor (1981)
- Bosco d'amore, regia di Alberto Bevilacqua (1981)
- Even... Unknown Terror, regia di James Rogers (1982)
- La ragazza di Trieste, regia di Pasquale Festa Campanile (1982)
- La guerra del ferro - Ironmaster, regia di Umberto Lenzi (1983)
- Hercules, regia di Luigi Cozzi (1983)
- Hanna K., regia di Costa-Gavras (1983)
- Il momento dell'avventura, regia di Faliero Rosati (1983)
- Shark - Rosso nell'oceano, regia di Lamberto Bava (1984)
- Diamond Connection, regia di Sergio Bergonzelli (1984)
- Tiger - Frühling in Wien, regia di Peter Patzak (1984)
- El asesino llevaba medias negras, regia di Jesús Franco (1984)
- Zielscheiben, regia di Volker Vogeler (1985)
- Le avventure dell'incredibile Ercole, regia di Luigi Cozzi (1985)
- Gioco sporco a Casablanca (Juego sucio en Casablanca), regia di Jesús Franco (1985)
- Tex e il signore degli abissi, regia di Duccio Tessari (1985)
- Interno berlinese, regia di Liliana Cavani (1985)
- Tarot, regia di Rudolf Thome (1986)
- Les amazones du temple d'or, regia di Alain Payet (1986)
- Il giorno prima, regia di Giuliano Montaldo (1987)
- La morte di Empedocle (Der todt des Empedockles), regia di Straub e Huillet (1987)
- Strike Commando, regia di Bruno Mattei (1987) (solo voce)
- Luci lontane, regia di Aurelio Chiesa (1987)
- Django 2 - Il grande ritorno, regia di Nello Rossati (1987)
- Hell Hunters, regia di Ernst R. von Theumer (1987)
- Fratello dello spazio, regia di Mario Gariazzo (1988)
- Top Line, regia di Nello Rossati (1988)
- Il nido del ragno, regia di Gianfranco Giagni (1988)
- Minaccia d'amore, regia di Ruggero Deodato (1988)
- Bachi da seta, regia di Gilberto Visintin (1988)
- Maya, regia di Marcello Avallone (1989)
- Doctor M., regia di Claude Chabrol (1990)
- Lex Minister, regia di Peter Patzak (1990)
- La puttana del re (La putain du roi), regia di Axel Corti (1990)
- Un amore sconosciuto, regia di Gianni Amico (1991)
- Buck ai confini del cielo, regia di Tonino Ricci (1991)
- Berlino '39, regia di Sergio Sollima (1993)
- Jungle of Fear, regia di Jesús Franco (1993)
- 18000 giorni fa, regia di Sergio Sollima (1994)

### Televisione
- Stanley – serie TV, 1 episodio (1957)
- The Clear Horizon – serie TV, episodi sconosciuti (1960)
- Hong Kong – serie TV, episodio 1x21 (1961)
- L'uomo del mare – serie TV, 1 episodio (1961)
- The Case of the Dangerous Robin – serie TV, 1 episodio (1961)
- Peter Gunn – serie TV, 1 episodio (1961)
- The Dick Powell Show – serie TV, episodio 1x09 (1961)
- Route 66 – serie TV, 1 episodio (1962)
- G.E. True – serie TV, 1 episodio (1962)
- The Doctors – serie TV, 1 episodio (1963)
- The Nurses – serie TV, episodio 1x31 (1963)
- Ai confini della notte – serie TV, 1 episodio (1963)
- The Man Who Never Was – serie TV, 1 episodio (1966)
- Motiv Liebe – serie TV, 1 episodio (1974)
- Reporter's Story – serie TV, episodi sconosciuti (1977)
- Santa Lucia – serie TV, episodi sconosciuti (1979)
- I problemi di San Isidro – serie TV, 1 episodio (1978)
- La presenza perfetta, regia di Piero Nelli – film TV (1981)
- Il treno per Istanbul, regia di Gianfranco Mingozzi – miniserie TV (1981)
- I ragazzi di celluloide, regia di Sergio Sollima – miniserie TV (1981)
- Patto con la morte, regia di Gian Pietro Calasso – miniserie TV (1982)
- La vela incantata, regia di Gianfranco Mingozzi – miniserie TV (1982)
- Verdi, regia di Renato Castellani – miniserie TV (1982)
- Scarlatto e nero (The Scarlet and the Black), regia di Jerry London – miniserie TV (1983)
- Venti di guerra (The Winds of War), regia di Dan Curtis – miniserie TV, 1 episodio (1983)
- Dieci registi italiani, dieci racconti italiani – serie TV, 1 episodio (1983)
- Il lebbroso, regia di Franco Rossetti – film TV (1984)
- I ragazzi di celluloide 2, regia di Sergio Sollima – miniserie TV (1984)
- I figli del guardaboschi (Die Försterbuben), regia di Peter Patzak – film TV (1984)
- Cristoforo Colombo, regia di Alberto Lattuada – miniserie TV (1985)
- In corsa per l'oro (Going for the Gold: The Bill Johnson Story), regia di Don Taylor – film TV (1985)
- Un caso d'incoscienza, regia di Emidio Greco – film TV (1985)
- I due prigionieri, regia di Anton Giulio Majano – film TV (1985)
- The Fifth Missile, regia di Larry Peerce – film TV (1986)
- Due assi per un turbo – serie TV, 1 episodio (1987)
- Skipper, regia di Roberto Malenotti – film TV (1987)
- Una grande storia d'amore, regia di Duccio Tessari – film TV (1988)
- Ricordi di guerra (War and Remembrance), regia di Dan Curtis – miniserie TV, 3 episodi (1988)
- Le due croci, regia di Silvio Maestranzi – film TV (1988)
- Il vizio di vivere, regia di Rino Disi – film TV (1988)
- Due fratelli, regia di Alberto Lattuada – miniserie TV (1988)
- Blu elettrico, regia di Elfriede Gaeng – film TV (1989)
- Appuntamento a Trieste, regia di Bruno Mattei – miniserie TV (1989)
- Oceano, regia di Ruggero Deodato – miniserie TV, 2 episodi (1989)
- Vestito che uccide (I'm Dangerous Tonight), regia di Tobe Hooper – film TV (1990)
- Pronto soccorso – miniserie TV (1990)
- Il gorilla – serie TV, 1 episodio (1990)
- The Mixer – serie TV, 1 episodio (1992)
- Das Babylon Komplott, regia di Peter Patzak – film TV (1993)
- Il barone, regia di Alessandro Fracassi, Richard T. Heffron e Enrico Maria Salerno – miniserie TV (1995)

## Doppiatori italiani
- Sergio Graziani in La grande notte di Ringo, Faccia a faccia, Ehi amico... c'è Sabata. Hai chiuso!, La colomba non deve volare
- Giuseppe Rinaldi in El Cisco, Il suo nome gridava vendetta, Mio caro assassino, Keoma
- Pino Locchi in L'uomo dei cinque palloni, Oggi a me... domani a te!, Gli fumavano le Colt... lo chiamavano Camposanto
- Michele Kalamera in Sartana nella valle degli avvoltoi, Il giorno del Cobra, Luci lontane
- Giorgio Piazza in La lama nel corpo, ...Se incontri Sartana prega per la tua morte, California
- Cesare Barbetti in Uomini duri, Top Line
- Sergio Tedesco in Tex e il signore degli abissi, Oceano
- Manlio De Angelis in 5 bambole per la luna d'agosto
- Daniele Tedeschi in I viaggiatori della sera
- Oreste Rizzini in L'Agnese va a morire
- Luciano De Ambrosis in Django 2 - Il grande ritorno
- Michele Gammino in Io monaca... per tre carogne e sette peccatrici
- Luciano Melani in Kung Fu nel pazzo West
- Sergio Rossi in Gli amici di Nick Hezard
- Gianni Marzocchi in La ragazza di Trieste
- Nando Gazzolo in Le avventure dell'incredibile Ercole
- Willy Moser in Telefoni bianchi
- Emilio Cigoli in Il colpaccio
- Romano Ghini in Il giorno prima